# Споразум у Генџеу
Споразум у Генџеу потписан је 10. марта 1735. године између Русије и Персије у граду Генџе (данашњи Азербејџан).

## Историја
Уговором је успостављен одбрамбени савез између две државе уперен против Османског царства са којим су обе државе биле у сукобу. Османско царство претрпело је пораз у Османско-персијском рату (1730—1735). Руска императорка се сложила да Персији врати остатке територија на Кавказу, укључујући и Дербенд и Баку које је 1720. године освојио Петар Велики. Одбрана тих територија превише је коштала Русију, те их се Ана лако одрекла. Споразумом су потврђене и одредбе споразума у Решту (1732) којим се Русија одрекла претензија на неке иранске територије.